# 黃毅成
黄毅成（1977年11月14日—），广州音乐制作人、作曲填词人、艺人经理人，曾多次为东山少爷作曲、作词、编曲，也曾与魏雪漫、海鸣威、高远、刘德华合作过。

## 填词作品
- 佛山黄飞鸿
- 珠玑路晨光
- 剑合钗园帝女花
- 肥仔个头
- 石室圣诗
- 我们的九十年代
- 北京路情缘
- 地铁一号线
- 广州队
- 珠江印象
- 行花街
- 长堤1973
- 广州好
- 落雨大
- 月光光 照羊城
- 东方失乐园
- 中山纪念堂
- 百花冢
- 凉茶王
- 西关小姐
- 亚洲的梦
- 一生爱
- 恩賜